# Изложба „Нови чланови” (2001)
Изложба „Нови чланови” се одржала у периоду од 2. до 15. фебруара 2001. године у Уметничком павиљону „Цвијета Зузорић”.

## Излагачи

### Сликари
1. Јелена Блечић
2. Анита Бунчић
3. Анамарија Вартабедијан
4. Јосиф Видојковић
5. Анђелка Вујовић
6. Перо Вујовић
7. Даниел Гутеша
8. Иван Делевић
9. Миодраг Зубац
10. Војислав Ивковић
11. Бранислав Јакић
12. Драгана Јаћимовић
13. Александар Јестровић
14. Ана Јинкер
15. Петрија Јовичић
16. Драгослава Јоновић
17. Катарина Јоцковић
18. Миливој Костић
19. Милош Костић
20. Ана Кочински
21. Зоран Круљ
22. Оља Леви
23. Катарина Марковић
24. Младенка Млађа Матовић
25. Миодраг Миленковић
26. Милена Милинковић
27. Дана Милошевић
28. Славиша Митровић
29. Лидија Мићовић
30. Зоран Мишић
31. Весна Балкански Моравић
32. Татјана Нешовић
33. Снежана Николић
34. Небојша Пилиповић
35. Предраг Попара
36. Небојша Ракоњац
37. Душан Ристић
38. Слободан Џинги Станић
39. Слободан Станивук
40. Ђорђе Станојевић
41. Горан Стакић
42. Александра Сечански
43. Катарина Танасковић
44. Предраг Терзић
45. Маја Јосифовић Томашевић
46. Саша Филиповић
47. Јелена Шалинић
48. ГМиле Шаула

### Вајари
1. Драган Ђорђевић
2. Војкан Пауновић
3. Драгана Пешић

### Графичари
1. Милан Игњатовић
2. Марко Калезић
3. Ана Радичевић
4. Драгана Ракић
5. Александар Ратковић
6. Сања Стаменић
7. Тамара Чалић
8. Кристина Чепкеновић
9. Стоја Џебрић

### Проширени медији
1. Зоран Вемић
2. Весна Црнобрња Весић
3. Мирјана Вилић
4. Татјана Вујиновић
5. Весна Илић Даријевић
6. Милан Милосављевић
7. Јелица Обођан
8. Катарина Бунушевац Прелић
9. Маријан Флоршиц